# Karl Franz Sebastian Fahrländer
Karl Franz Sebastian Fahrländer (* 29. Februar 1836 in Aarau; † 23. April 1907 ebenda; heimatberechtigt in Oeschgen) war ein Schweizer Politiker (FDP) und Staatsanwalt. Von 1873 bis 1875 war er Nationalrat, von 1885 bis 1907 Regierungsrat des Kantons Aargau.

## Biografie
Der Sohn von Nationalrat Karl Emanuel Fahrländer und Enkel des Fricktaler Statthalters Sebastian Fahrländer absolvierte in Aarau die Gemeinde- und Bezirksschule sowie die dortige Kantonsschule. Anschliessend studierte er Recht an den Universitäten Zürich, Heidelberg und Berlin. Er promovierte in Heidelberg und erhielt 1860 das aargauische Anwaltspatent. Von 1861 bis 1865 war er als Schreiber des Kriminalgerichts in Aarau angestellt, danach sieben Jahre lang als Stellvertreter des Staatsanwalts, bis er schliesslich von 1872 bis 1885 selbst als Staatsanwalt tätig war. Im Militär hatte er den Rang eines Obersten.
Fahrländers politische Karriere begann 1873 mit der Wahl in den Nationalrat, dem er aber nur bis 1875 angehörte. 1884/85 war er Vizepräsident des Verfassungsrates, der eine neue Kantonsverfassung ausarbeitete; dabei präsidierte er die vierte Subkommission, die für die Bereiche Organisation, staatsbürgerliche Rechte und Justiz zuständig war. Kurz nachdem er 1885 in den Grossen Rat gewählt worden war, ordnete ihn dieser in die Kantonsregierung ab.
Als Regierungsrat stand Fahrländer zunächst bis 1893 dem Erziehungsdepartement vor, danach bis 1901 dem Departement des Innern und schliesslich bis 1906 dem Justizdepartement. Zu seinen Verdiensten gehören insbesondere ein erster Entwurf des Gemeindeorganisationsgesetzes und eine Strafgesetznovelle. Er reorganisierte das kantonale Lehrerseminar, richtete eine Gewerbeschule ein und war verantwortlich für den Ausbau der Anstalt Königsfelden und des Kantonsspitals Aarau. Von 1876 bis 1881 präsidierte er die christkatholische Kirchgemeinde Aarau, von 1883 bis 1899 gehörte er dem Verwaltungsrat der Schweizerischen Nordostbahn an.